# Norrvalla IP
Norrvalla é um estádio de futebol localizado em  Skellefteå , Suécia. 

Com capacidade para 3 000 pessoas, recebe os jogos dos clubes  Skellefteå FF  e Sunnanå SK. 